# Y1
Y1 är en dieseldriven motorvagn i Sverige byggd av Fiat Ferroviaria och Kalmar Verkstad som baseras på den italienska motorvagnen ALn 668.

## Historia
Under mitten av 1970-talet var SJ:s flotta av dieseldrivna motorvagnar (mest med Y6-generationen) relativt nersliten  och gammal. En ny generation motorvagnar behövdes och blickarna riktades mot Centraleuropa. En västtysk motorvagn provkördes i Sverige, liksom en italiensk. Den svenskanpassade motorvagnen fick beteckningen Y1.
Y1-motorvagnen levererades 1979. Motorvagnstypen tillverkades i Italien av företaget Fiat Ferroviaria. Den första motorvagnen kom till Sverige i början av 1979 och provkördes sedan i Östersundstrakten. Efter en tid tillverkades även 30 vagnar av sysselsättningspolitiska skäl vid den statliga anläggningen Kalmar Verkstad. Dessa har nummer 1337–1366.
Den yttre färgsättningen var ursprungligen i orange med grått tak och vagnarnas inventarienummer var placerat i fronten med vita siffror på en svart bakgrund. Färgen på stolsklädseln var grönaktig på de som byggdes av Fiat och röd på de som byggdes i Kalmar. De första 25 vagnarna hade 76 sittplatser men eftersom utrymmet upplevdes som trångt minskades antalet till 68 i efterföljande motorvagnar.
Inredningen bestod av två salonger med en liten vakuum-toalett i mitten av vagnen.
Till skillnad från föregångaren Y6 med efterföljare, försågs Y1 med konventionella buffertar och skruvkoppel. Tanken var att resgods skulle transporteras genom att en godsvagn kunde kopplas till. I Norrlands inland sänds ofta smågods till exempel till butiker via ordinarie passagerartrafik. Erfarenheterna visade dock att SJ hade beställt en motorvagn med för låg effekt och någon godsvagn kunde ej kopplas till (reklambroschyren från Fiat angav en gångmotståndsformel som indikerade ett anmärkningsvärt lågt gångmotstånd, vilket borde ha fått SJ:s handläggare att reagera). Detta ledde till att beställningen ändrades så att 12 motorvagnar försågs med ett mindre lastutrymme. Dessa motorvagnar erhöll littera YF1 och endast 48 säten.
Under 1990-talet renoverades en del av Y1-motorvagnarna och fick nya växellådor samt dieselmotorer från Volvo (2 st DH10 bussmotorer per motorvagn, 2*10 liter slagvolym) och 6 cylindrar. I dag finns det i Sverige kvar två motorvagnar (Y1 1359 och 1343) med ursprunglig drivlina, växellåda, Fiat-motorer, övriga har fått drivlinan ombyggd i olika etapper. Y1 1343 tillhör Sveriges Järnvägsmuseum i Gävle och är den sista Y1 i Sverige som har kvar originalinredningen, den är exteriört målad i inlandsbanans färgsättning.
De motorvagnar som Statens Järnvägar (SJ) hade kvar efter länstrafikreformen hade få trafikuppgifter och i flera omgångar har överflödiga motorvagnar sålts till Östeuropa (Kroatien och Serbien). Sex vagnar har också sålts till Norge. Totalt 28 stycken Y1/YF1:or exporterades 1996-2001. År 1996 köpte även Banverket en Y1 och den byggdes om till en konferensmotorvagn med nya Littera typ PMV 2000. 2013 exporterades fem vagnar till Uruguay och 2017 ytterligare sju.
Y1, som började att levereras 1979, börjar bli gamla och slitna. De är heller inte handikappanpassade då de saknar lågt golv. Luftkonditionering finns bara på vissa vagnar medan andra bara har det i förarhytten. Så nu satsar olika länstrafikbolag istället på att köpa en modern dieselmotorvagn kallad Itino. Reguljär trafik med Y1-motorvagnar finns sedan mitten av december 2019 inte längre i Sverige. Några exemplar har sålts till företag som arbetar med järnvägsunderhåll. Inlandsbanan AB, IBAB, använder Y1:or i sin sommartrafik på banan Mora-Östersund-Gällivare samt i vintertrafiken mellan Östersund och Mora. Inlandsbanan ser också slutet på användning av Y1 och har köpt begagnade Alstom Lint-motorvagnar.
Y1 1334 var ombyggd för biogasdrift och fick litterat modifierat till Y1G. Den kunde kännas igen på sin avvikande grön-vita färgsättning. Den fick kvinnonamnet Amanda, ett namn som den tidigare haft då den som YF1 trafikerade sträckan Boden-Haparanda i början av 1990-talet, och rullade på Tjustbanan. Motorvagnarna är idag omlackerade i de olika länstrafikbolagens färger, ofta med modernare inredning samt med Volvomotorer och växellådor.

## Översikt svenska dieselmotorvagnar
|                                      | Y6            | Y1          | Y2              | Y31            | Y32            |
| Allmänt                              | Allmänt       | Allmänt     | Allmänt         | Allmänt        | Allmänt        |
| ------------------------------------ | ------------- | ----------- | --------------- | -------------- | -------------- |
| Operatör                             | SJ            | SJ          | SJ              | ?              | ?              |
| Teknisk generation                   | femtiotal     | sjuttiotal  | åttiotal        | nittiotal      | nittiotal      |
| Huvudleverantör                      | ASJL          | Fiat        | Scandia         | Bombardier     | Bombardier     |
| Första leveransår                    | 195x          | 1979        | 1992            | 2002           | 200x           |
| Tomvikt                              | 19,0 ton      | 45,0 ton    | 97,0 ton        | 69,0 ton       | 87,0 ton       |
| Antal tillverkade                    | ?             | 100 st      | ?               | 24 st          | 6 st           |
| Största tillåtna hastighet           | 115 km/tim    | 130 km/tim  | 180 km/tim      | 140 km/tim     | 140 km/tim     |
| Fjärrdörrstängning                   | ja            | ja          | ja              | ja             | ja             |
| Max kont effekt                      | 145 kW        | 294 kW      | 1 240 kW        | 960 kW         | 960 kW         |
| Axelföljd                            | B'2'          | 1A' A1'     | 1A'+A1'+1A'+A1' | B'+2'+B'       | B'+2+2+B'      |
| Max dragkraft                        | ?             | 40 kN       | ?               | ?              | ?              |
| Korg                                 |               |             |                 |                |                |
| Korglängd                            | 17 550 mm     | 24 400 mm   | 58 800 mm       | 38 400 mm      | 54 750 mm      |
| Boggiavstånd                         | 10 700 mm     | 15 320 mm   | 17 730 mm       | ?              | ?              |
| Korgbredd                            | 310 cm        | 288 cm      | 310 cm          | 285 cm         | 285 cm         |
| Korghöjd                             | 3 240 mm      | 3 700 mm    | 3 850 mm        | 3 735 mm       | 3 735 mm       |
| Golvhöjd                             | xxx mm        | 1 230 mm    | 1 310 mm        | 600/1 260 mm   | 600/1 260 mm   |
| Utvändig väggyta                     | sickad        | slät        | räfflad         | slät           | slät           |
| Utvändig färg                        | orange        | orange      | vit/blå/röd     | ?              | ?              |
| Korgmaterial                         | stål          | stål        | lättmetall      | ?              | ?              |
| Entrédörrstyp                        | sväng         | sväng/skjut | skjut           | skjut          | skjut          |
| Koppeltyp                            | centralkoppel | skruvkoppel | centralkoppel   | central        | central        |
| Inklätt underrede                    | nej           | nej         | ja              | ja             | ja             |
| Boggier                              |               |             |                 |                |                |
| Spårvidd                             | 1 435 mm      | 1 435 mm    | 1 435 mm        | 1 435 mm       | 1 435 mm       |
| Axelavstånd                          | 2 000 mm      | 2 450 mm    | 2 400/2 600 mm  | 2 200/2 700 mm | 2 200/2 700 mm |
| Hjuldiameter                         | 676 mm        | 920 mm      | 850 mm          | ?              | ?              |
| Primärfjädring                       | ?             | spiral      | gummikudde      | ?              | ?              |
| Sekundärfjädring                     | ?             | spiral      | luft            | ?              | ?              |
| Broms                                | block         | block       | ?               | Skivbroms + Mg | Skivbroms +Mg  |
| Min hor kurvradie[förklaring behövs] | ?             | ?           | ?               | 120 m          | 120 m          |
| Drivlina                             |               |             |                 |                |                |
| Typ                                  | dieselmek     | dieselhydr  | dieselmek       | dieselhydr     | dieselhydr     |
| Motortillverkare                     | Scania-Vabis  | Fiat/Volvo  | Deutz/Cummins   | MAN/Iveco      | MAN/Iveco      |
| Motorbeteckning                      | S-V D815      | 8217 12 150 | KHFD BF8L513CP  | ?              | ?              |
| Antal motorer                        | 1 st          | 2 st        | 4 st            | 2 st           | 2 st           |
| Bränslevolym                         | ?             | 600 lit     | 2 000 lit       | 2x900 lit      | 2x900 lit      |
| Antal cylindrar                      | 8             | 6           | ?               | 12/8           | 12/8           |
| Slagvolym                            | ?             | ?           | ?               | 22 liter       | 22 liter       |
| Kylning                              | vatten        | vatten      | luft/vatten     | vatten         | vatten         |
| Transmissionstillverkare             | ?             | ?           | ?               | ?              | ?              |
| Elutrustning                         |               |             |                 |                |                |
| Tågvärmeledning                      | nej           | nej         | nej             | nej            | nej            |
| Klimatanläggning                     | nej           | På vissa    | ja              | ja             | ja             |
| Invändig takbelysning                | lysrör        | lysrör      | lysrör          | lysrör         | lysrör         |
| Inredning                            |               |             |                 |                |                |
| Typ                                  | salong        | salong      | salong          | salong         | salong         |
| Antal sittplatser                    | 50            | 76/68       | 144             | 100            | 164            |
| Säten i bredd                        | 2 + 3         | 2 + 2       | 2 + 2           | 2 + 2          | 2 + 2          |

## Bilder

### Interiör

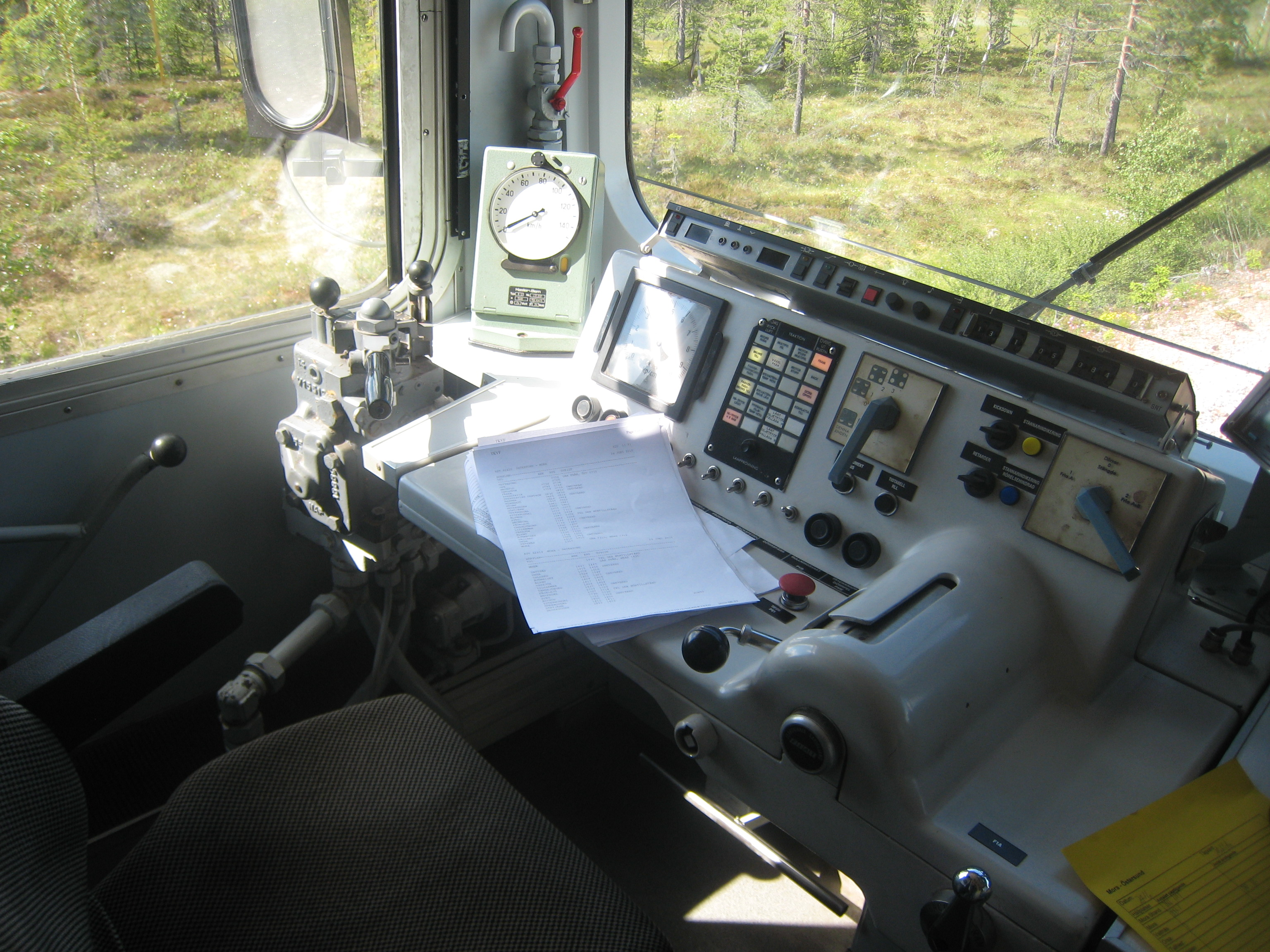
Förarplats på Inlandsbanan.
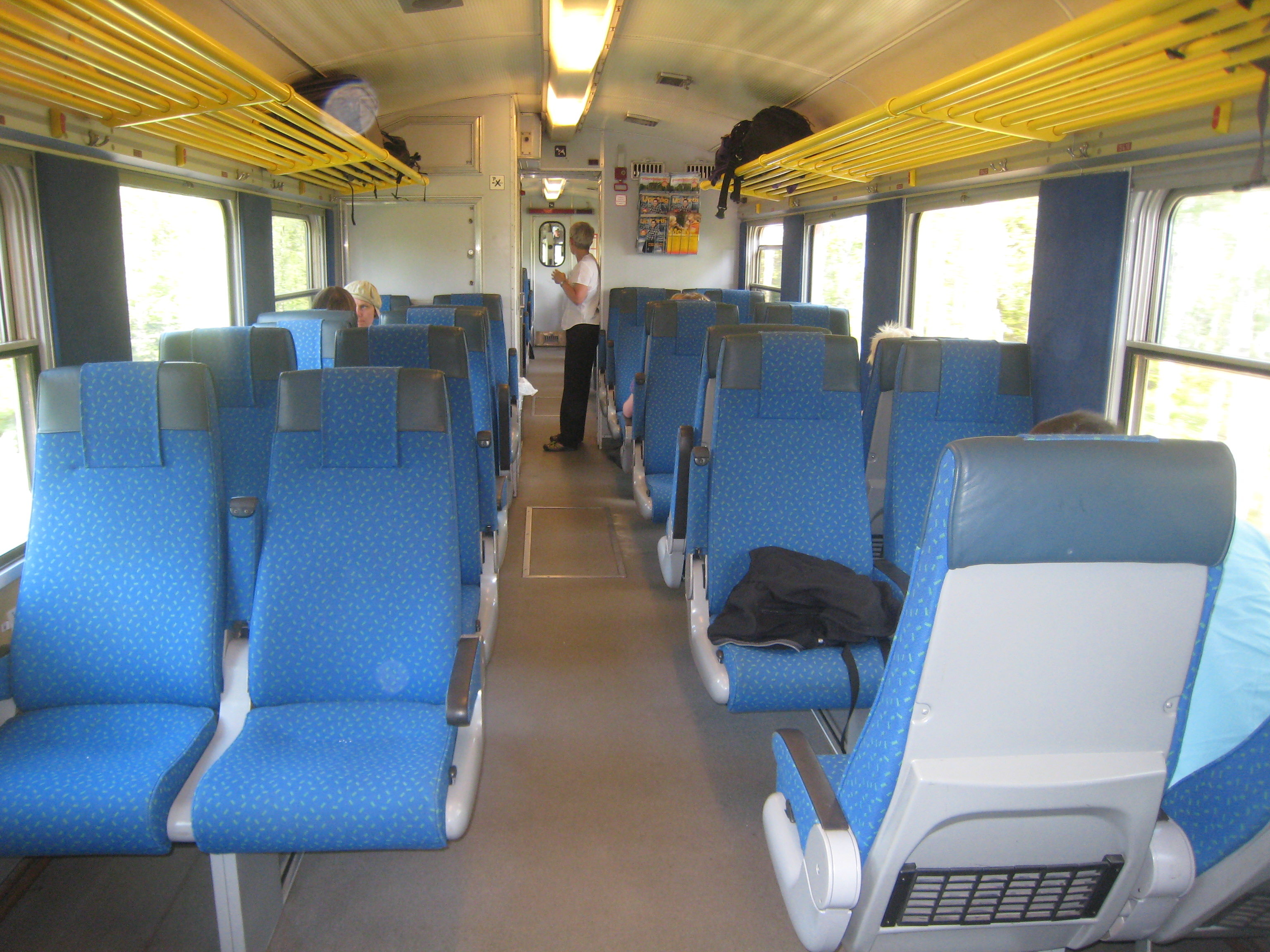
Salong på inlandsbanan.

### Exteriör

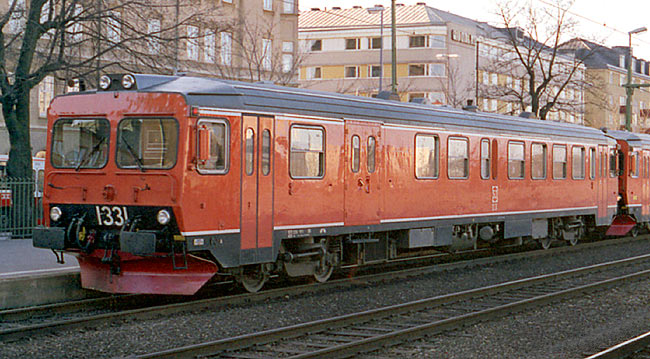
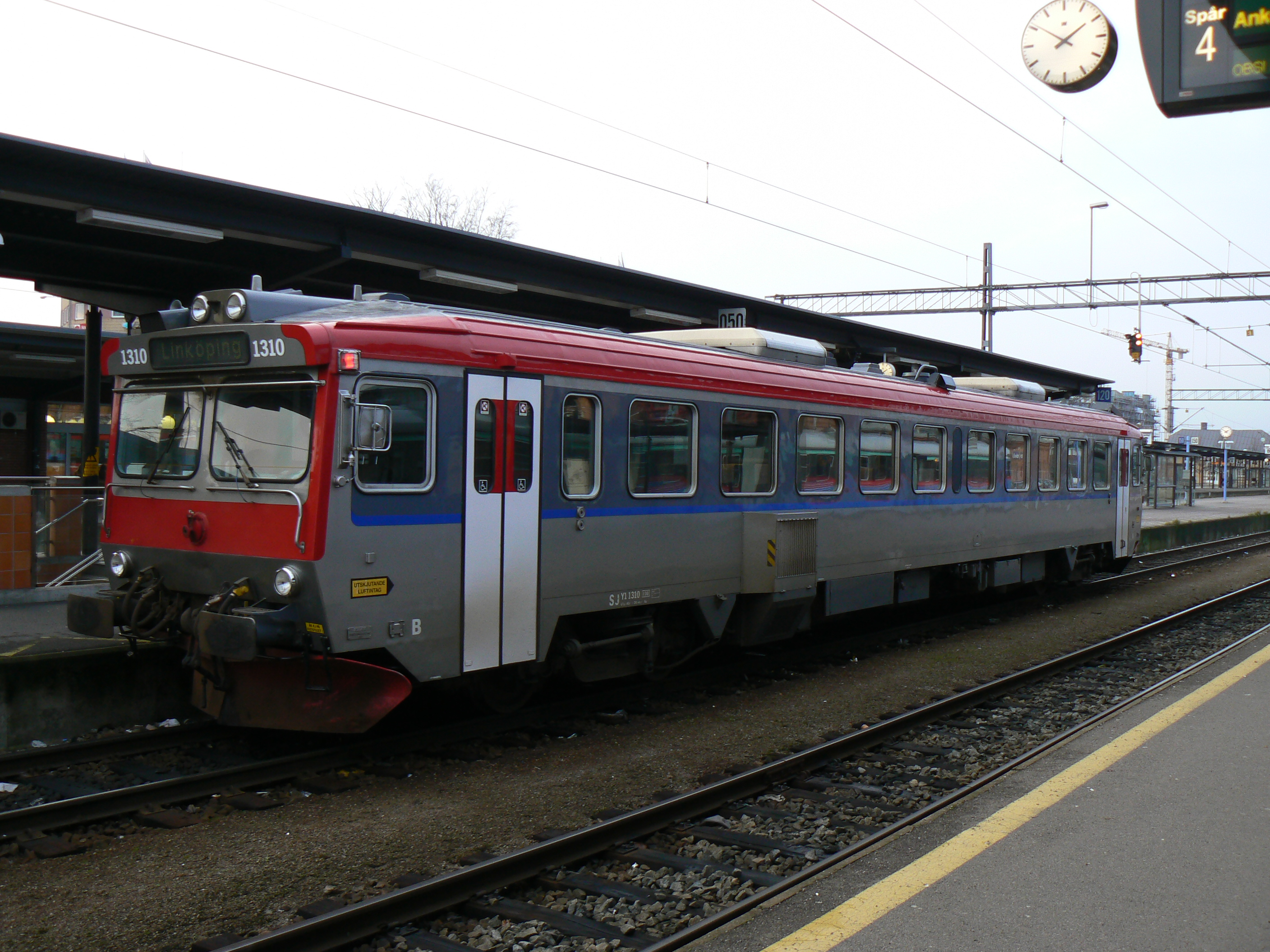
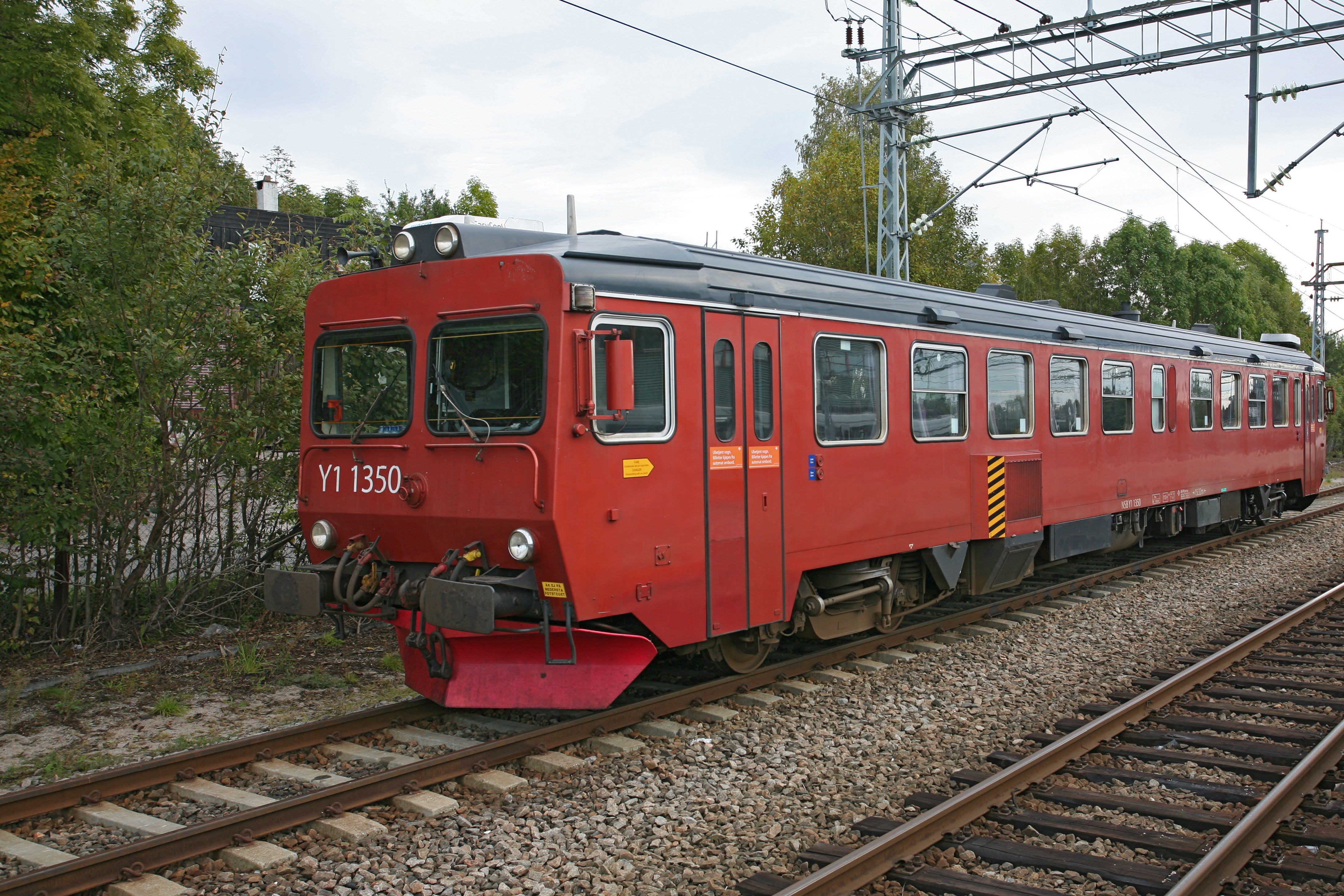
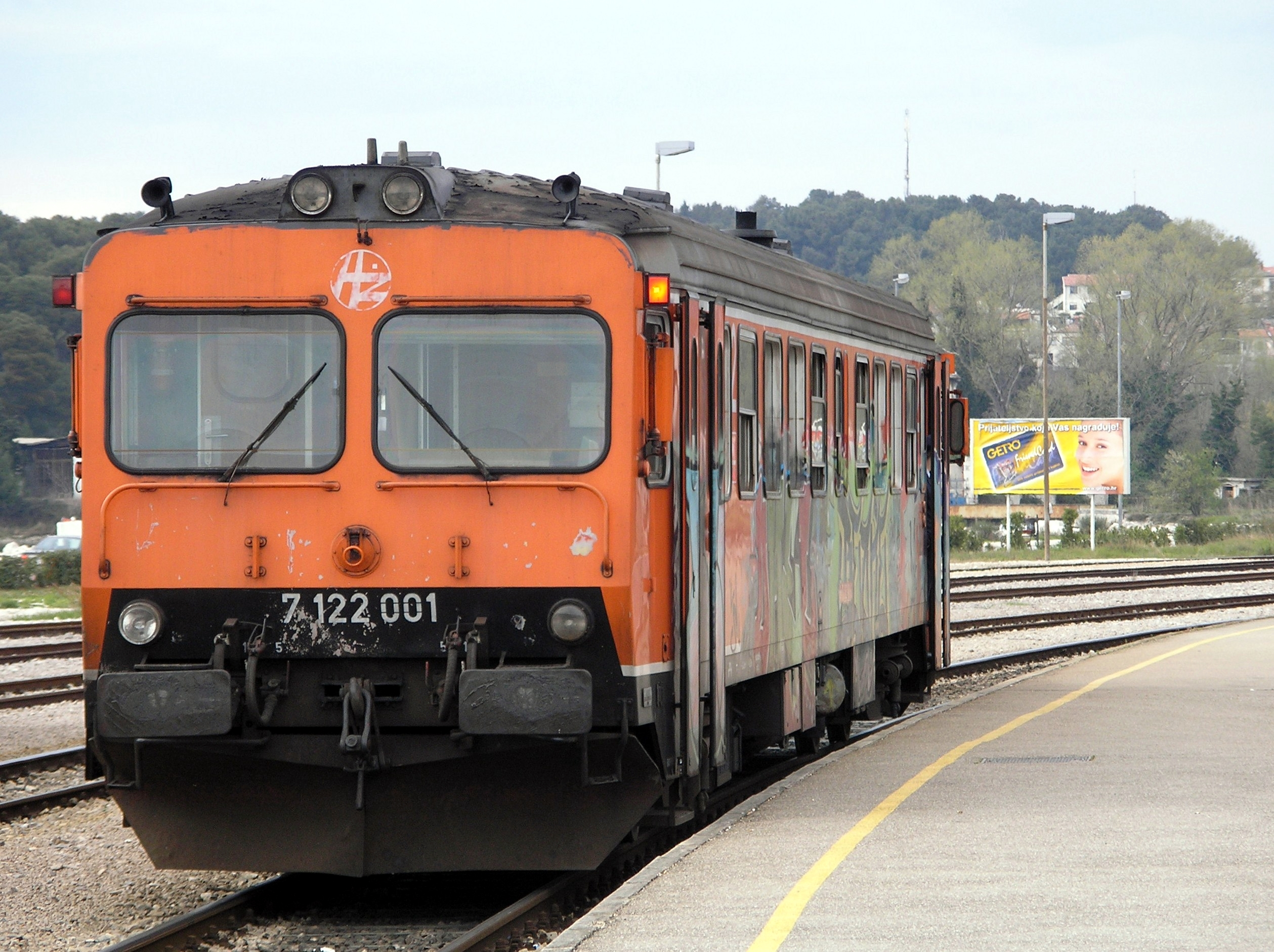
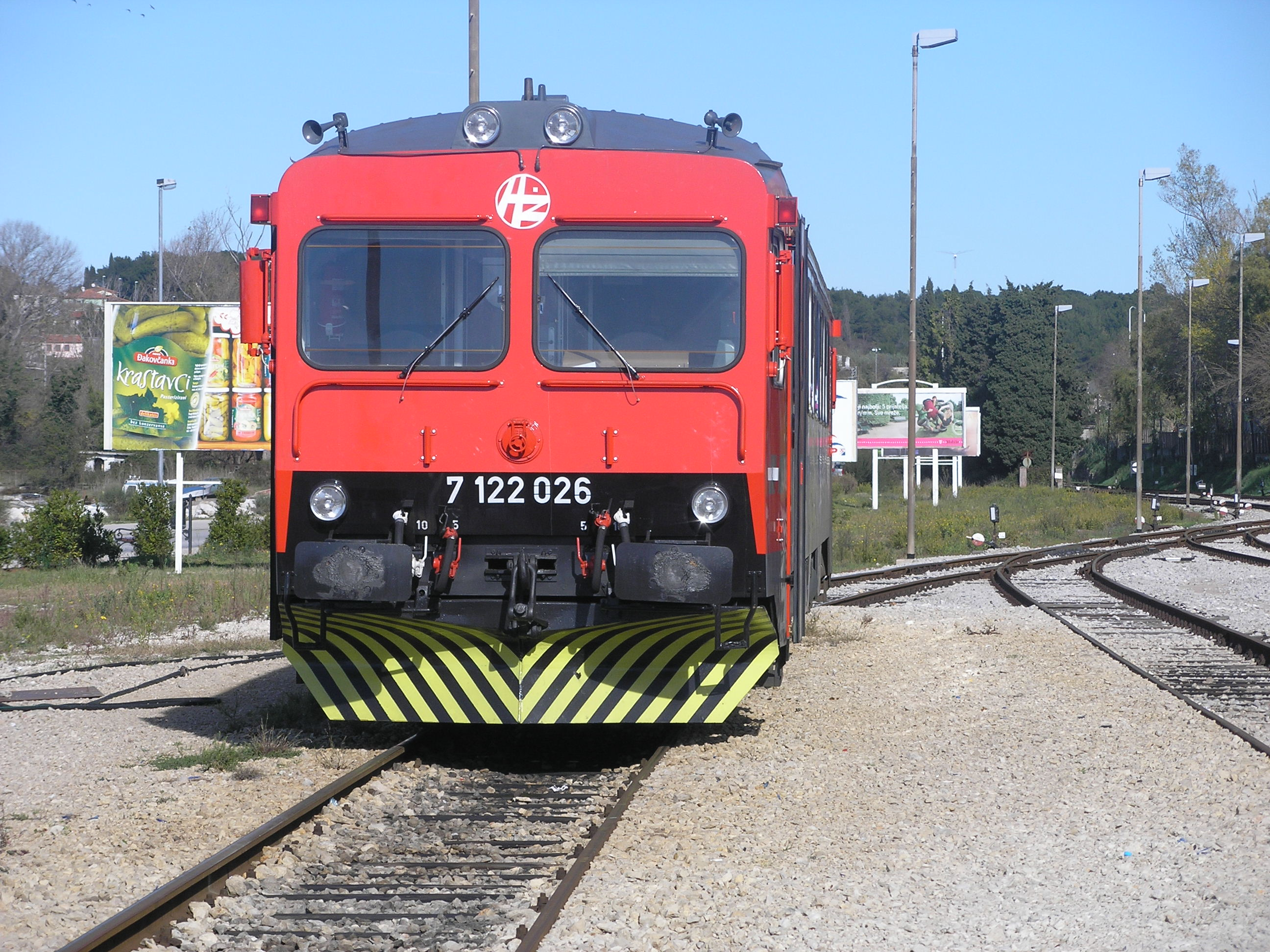
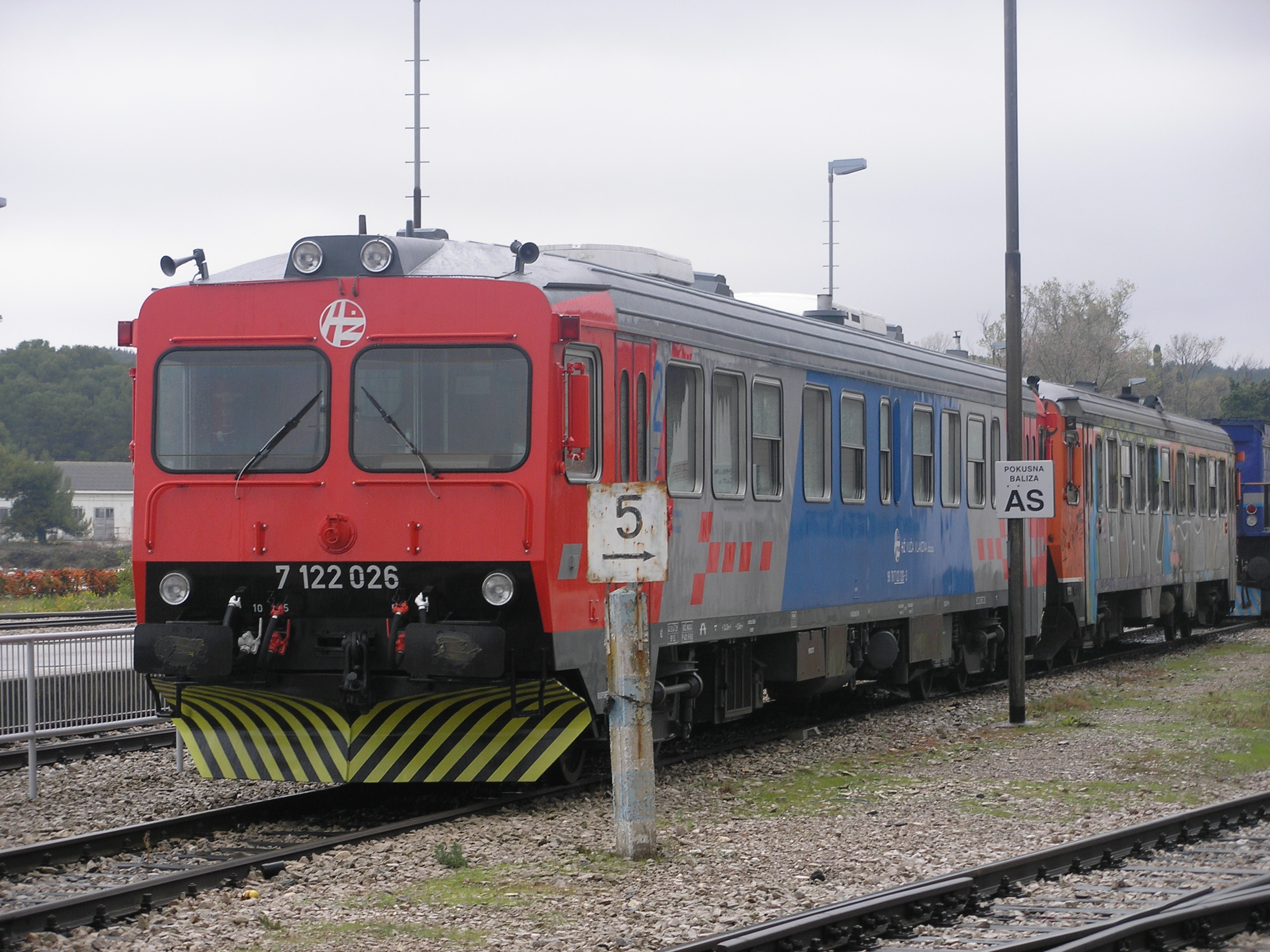
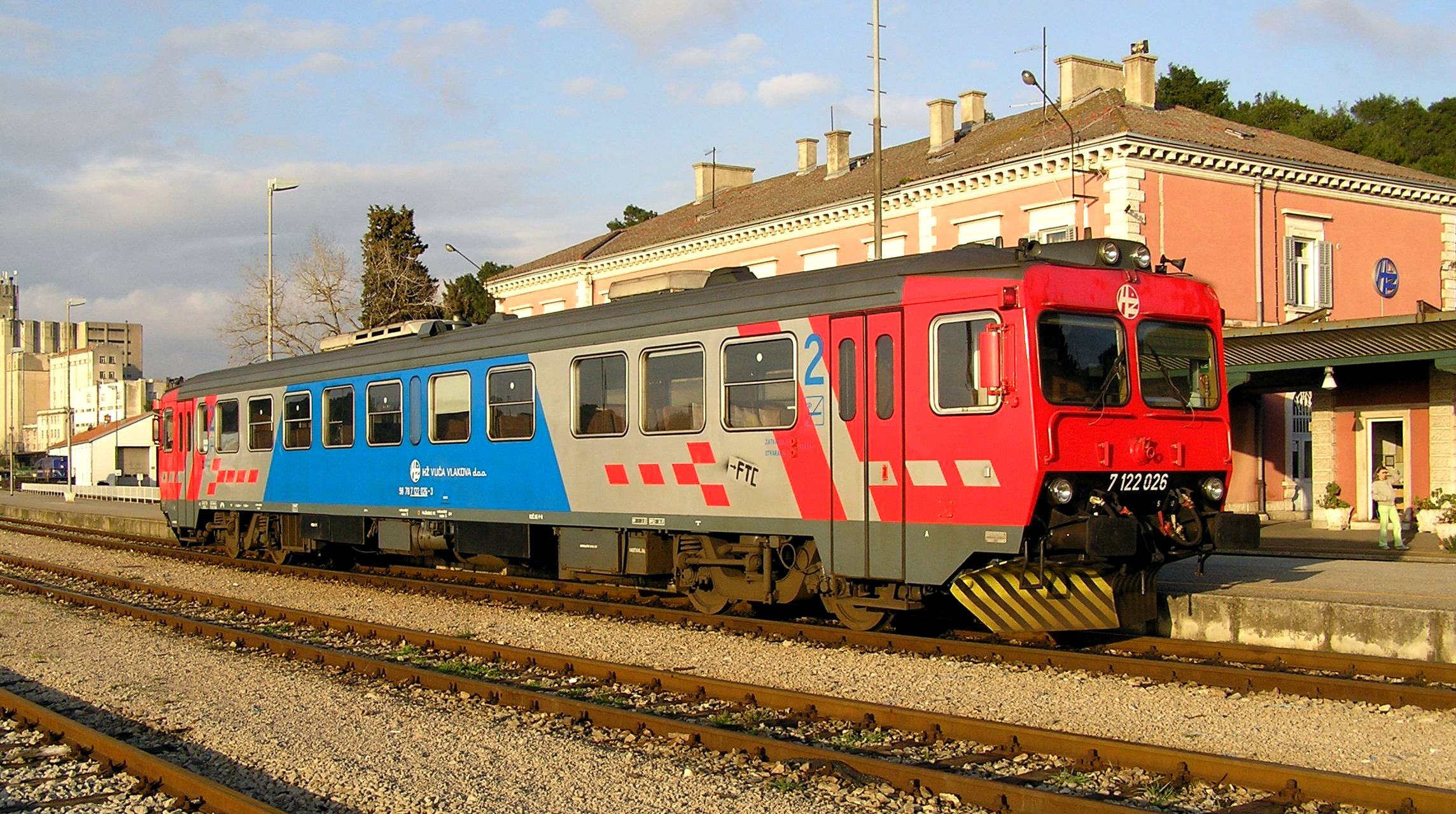
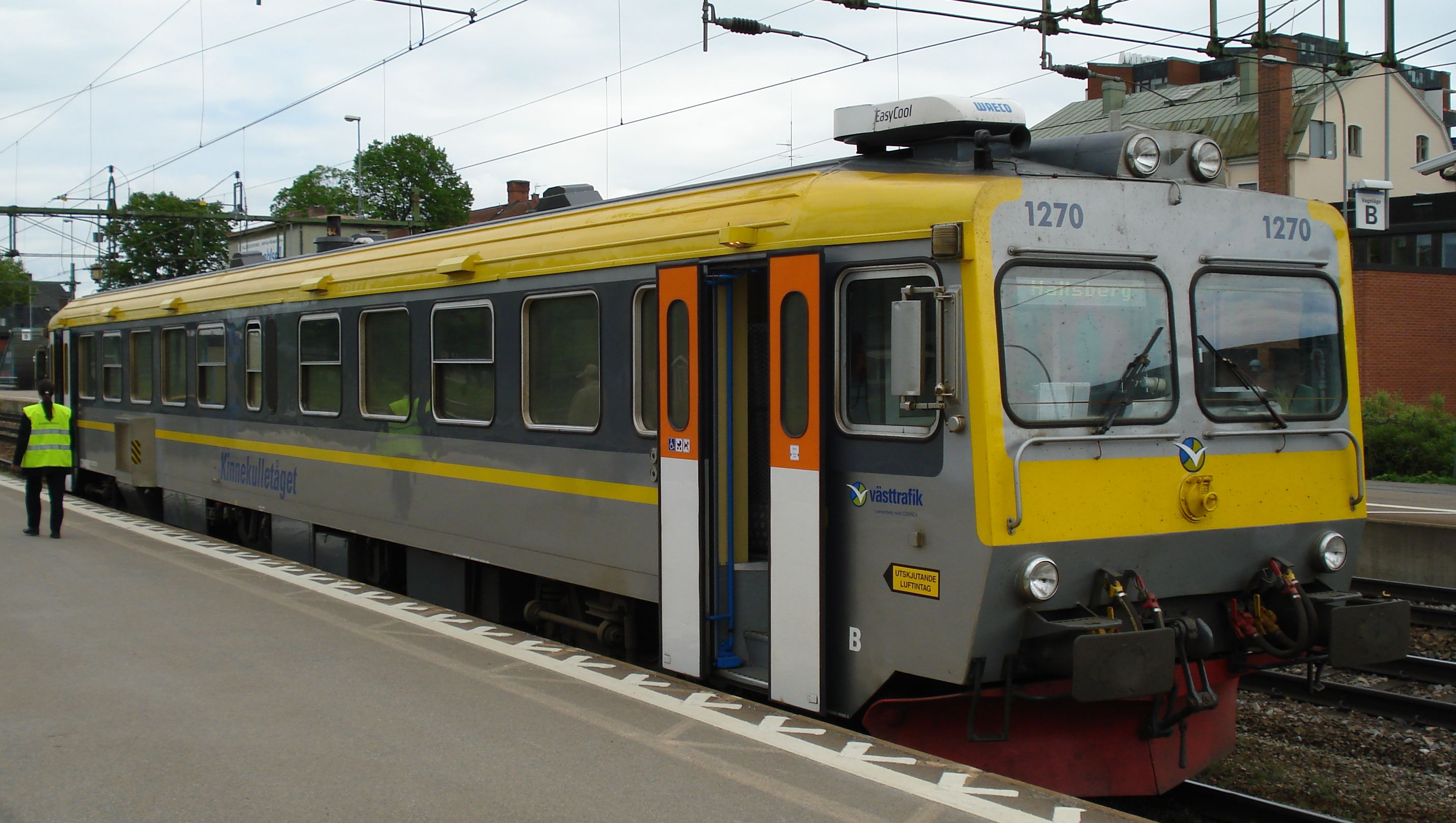
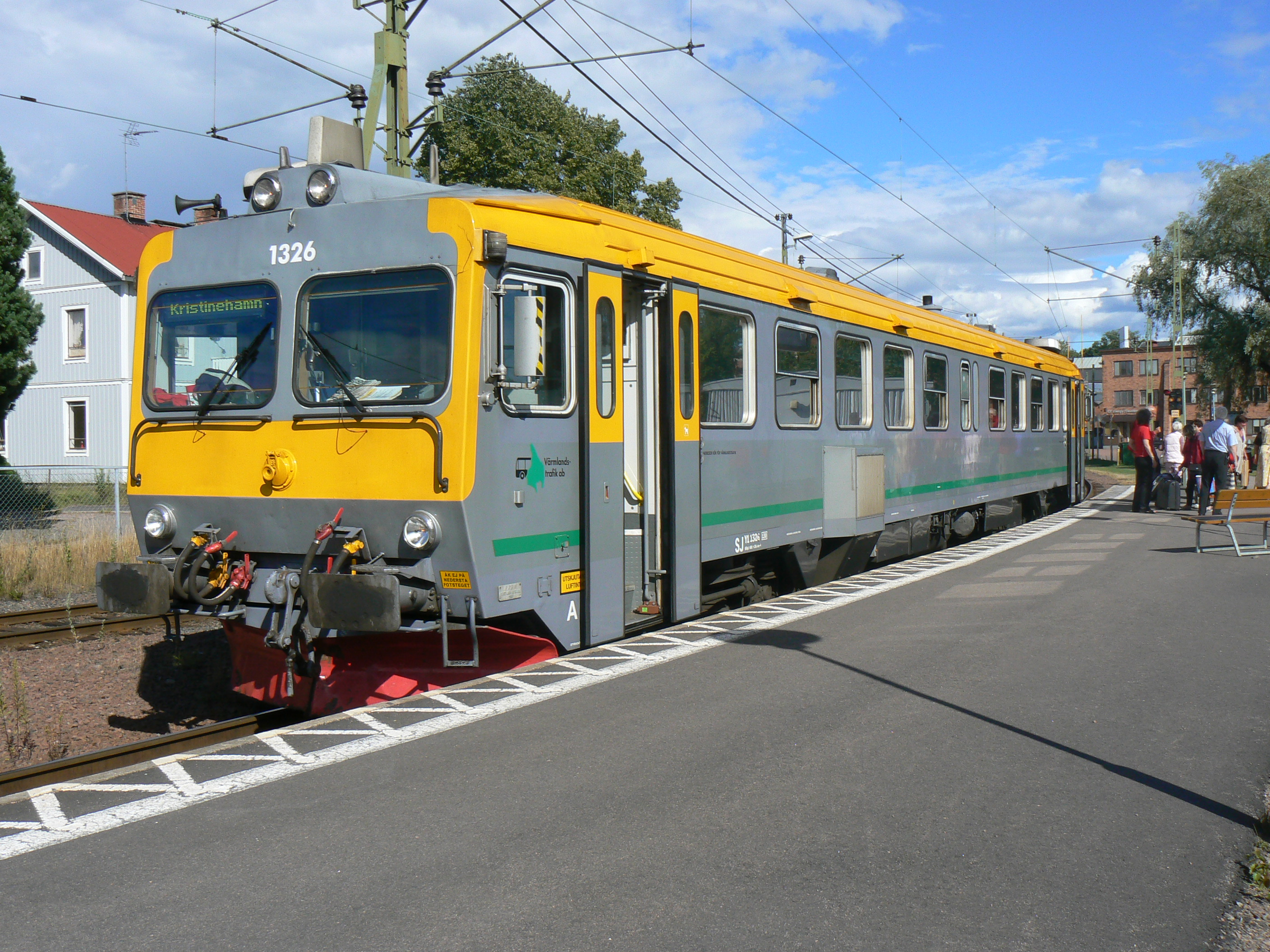
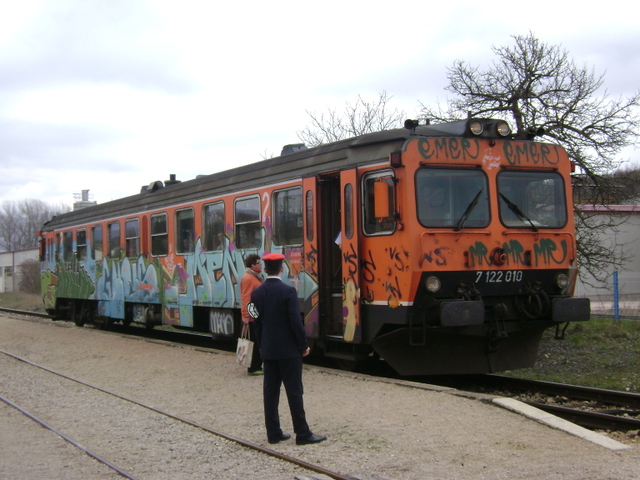

- Wikimedia Commons har media som rör Y1.

## Lista över kvarvarande vagnar
- 1267 HZ (Kroatien) 7122 024
- 1270 Netrail
- 1271 Netrail
- 1272 Netrail
- 1273 AFE (Uruguay)
- 1274 ZS (Serbien) 710-002
- 1275 ZS (Serbien) 710-010
- 1277 HZ (Kroatien) 7122 034
- 1278 AFE (Uruguay)
- 1279 AFE (Uruguay)
- 1280 AFE (Uruguay)
- 1281 HK (Kosovo) Y1 01
- 1282 ZS (Serbien) 710-007
- 1284 AFE (Uruguay)
- 1286 HZ (Kroatien) 7122 019
- 1287 ZS (Serbien) 710-001
- 1288 ZS (Serbien) 710-005
- 1290 AFE (Uruguay)
- 1291 HZ (Kroatien) 7122 001

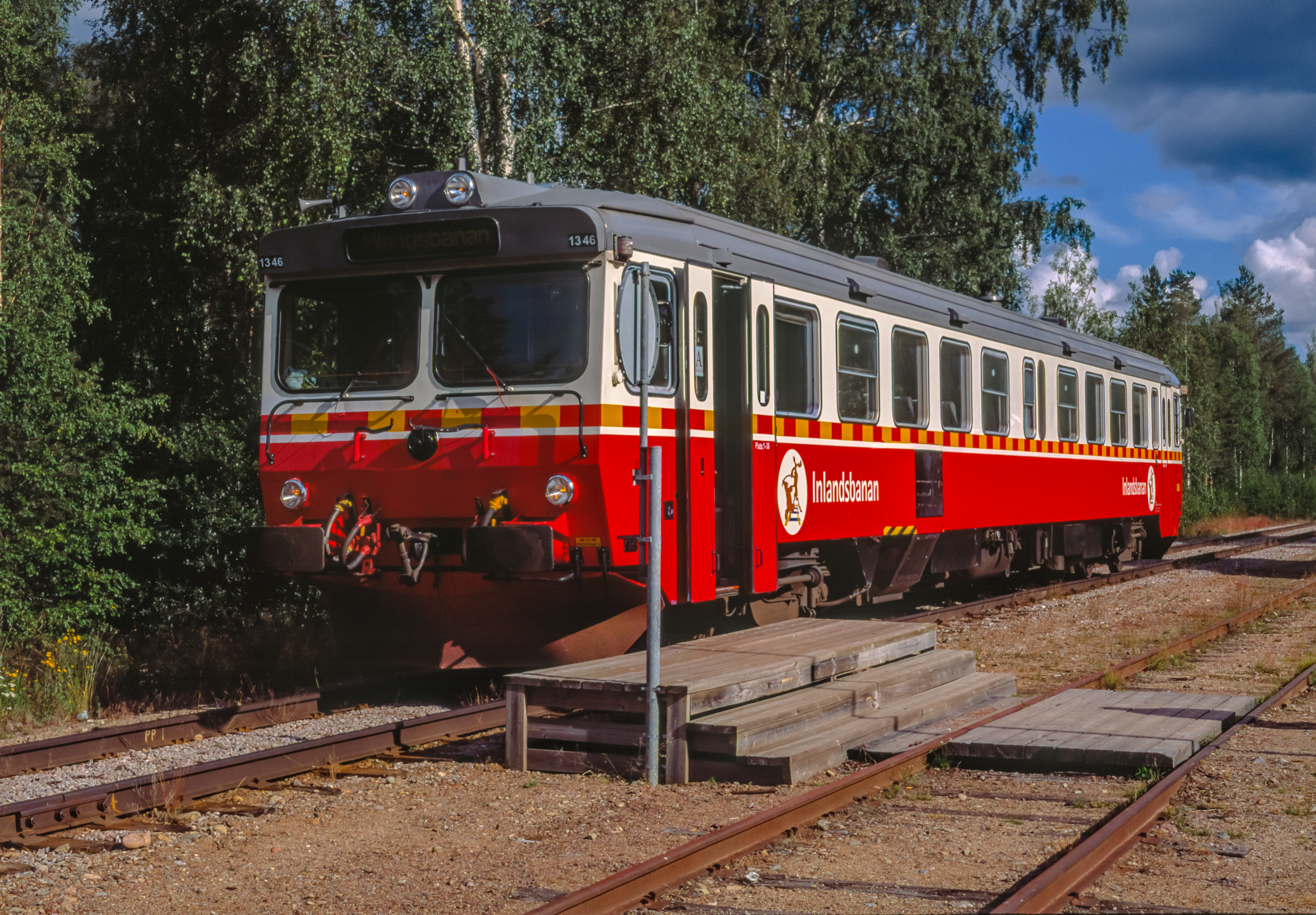
1346 på Inlandsbanans station i Fågelsjö 2012.

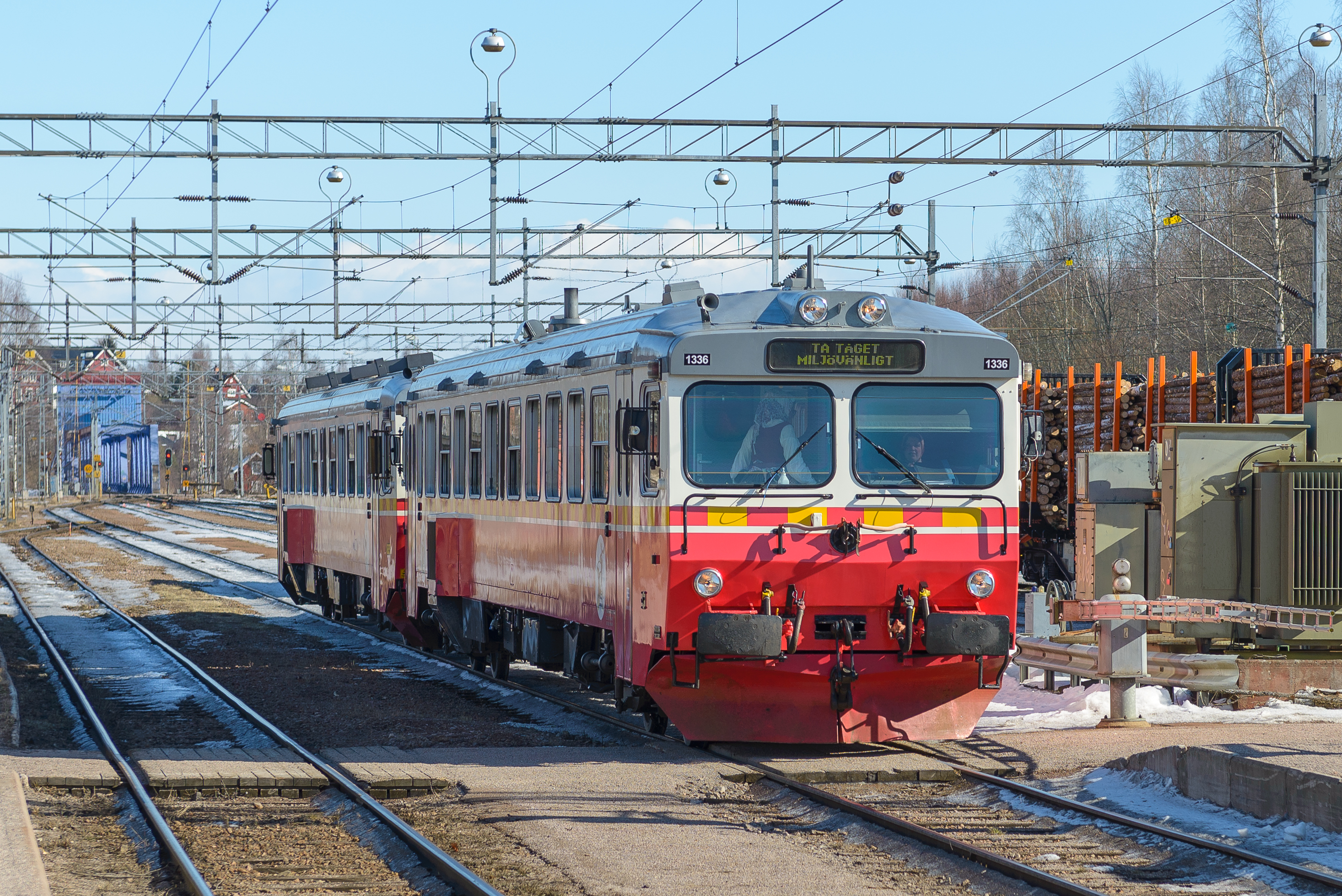
1336 och 1269 vid Mora station i trafik på Inlandsbanan.

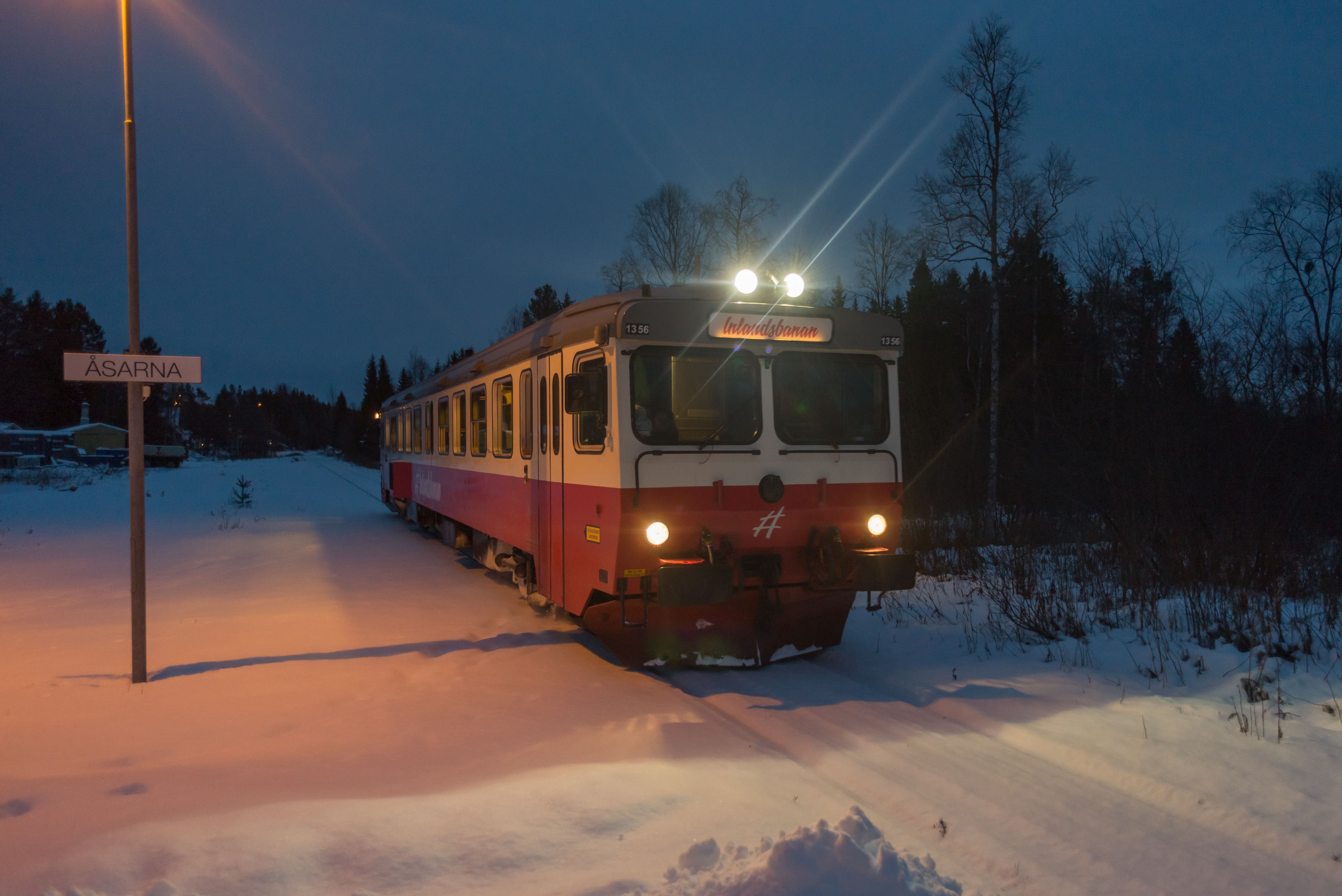
1356 anländer till Åsarna.

- 1292 Taraldsvik Maskin A/S, Norge
- 1293 HZ (Kroatien) 7122 016
- 1294 HZ (Kroatien) 7122 028
- 1295 AME (Uruguay)
- 1296 Tågkraft, Nässjö
- 1297 DVVJ
- 1298 HZ (Kroatien) 7122 017
- 1299 Museivagn, Nässjö Järnvägsmuseum
- 1301 HZ (Kroatien) 7122 008
- 1302 HZ (Kroatien) 7122 011
- 1303 HZ (Kroatien) 7122 031, nytt nummer 7122 009
- 1304 HK (Kosovo) Y1 02
- 1305 HZ (Kroatien) 7122 020
- 1306 HK (Kosovo) Y1 03
- 1307 HZ (Kroatien) 7122 018
- 1308 ZS (Serbien) 710-008
- 1309 HZ (Kroatien) 7122 006
- 1310 AFE (Uruguay)
- 1311 Baneservice, Norge 95-76-050 1311-0
- 1313 HK (Kosovo) Y1 04
- 1314 Inlandsbanan
- 1315 Tågkraft, Nässjö
- 1316 HZ (Kroatien) 7122 032
- 1317 AFE (Uruguay)
- 1318 HZ (Kroatien) 7122 035
- 1319 HZ (Kroatien) 7122 009, nytt nummer 7122 031
- 1322 HZ (Kroatien) 7122 033
- 1323 HZ (Kroatien) 7122 003
- 1324 HZ (Kroatien) 7122 021
- 1325 NSB (Norge) Berging og Beredskap XR-YF1 1325
- 1326 AFE (Uruguay)
- 1327 HZ (Kroatien) 7122 027
- 1328 Inlandsbanan
- 1329 HZ (Kroatien) 7122 026
- 1330 HZ (Kroatien) 7122 023
- 1331 NSB (Norge) Y1 1331
- 1332 NSB (Norge) Berging og Beredskap XZ-YF1 1332
- 1333 AFE (Uruguay)
- 1335 HZ (Kroatien) 7122 025
- 1336 Inlandsbanan (brandskadad avställd)
- 1337 ZS (Serbien) 710-006
- 1338 HZ (Kroatien) 7122 013
- 1339 ZS (Serbien) 710-003
- 1341 HZ (Kroatien) 7122 029
- 1343 Museivagn, Sveriges Järnvägsmuseum, Gävle
- 1345 ZS (Serbien) 710-009
- 1346 Inlandsbanan, reservdelsförråd
- 1347 HZ (Kroatien) 7122 004
- 1348 Inlandsbanan
- 1349 HZ (Kroatien) 7122 007
- 1350 NSB (Norge) Y1 1350
- 1351 HZ (Kroatien) 7122 005
- 1352 DVVJ
- 1353 Tågkraft, Nässjö
- 1354 AFE (Uruguay)
- 1355 HZ (Kroatien) 7122 022
- 1356 Inlandsbanan
- 1357 HZ (Kroatien) 7122 002
- 1358 ZS (Serbien) 710-004
- 1359 Museivagn, Malmbanans Vänner
- 1360 HZ (Kroatien) 7122 030
- 1361 HZ (Kroatien) 7122 014
- 1362 HZ (Kroatien) 7122 012
- 1363 Trafikverket Y1S
- 1364 HZ (Kroatien) 7122 010
- 1365 HZ (Kroatien) 7122 015